# السواحليون

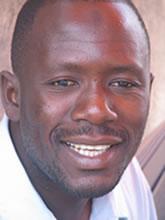

السواحليون (بالسواحلية: WaSwahili)‏ هم شعوب الساحل الشرقي لقارة أفريقيا والجزر الواقعة أمام سواحل كينيا وتنزانيا وجزر القمر وشمال موزمبيق. وفقا لدراسة يوشع Joshua Project يقدر تعدادهم بحوالي 10,328,000 نسمة، ويقدر عدد المتحدثين باللغة السواحيلية بحوالي تسعين مليون نسمة. ويرجع أساس التسمية إلى اللغة العربية ومعناها سكان السواحل.

## أشخاص بارزون

### زنجبار
- راشد سيف سليمان، وزير اتصالات وسياسي تنزاني.